# Bandeira da Turíngia
A bandeira da Turíngia apresentam um conjunto  bicolor de branco sobre o vermelho, comparável a muitas outras bandeiras, como a da Polônia. O design é histórico, e a bandeira do estado é semelhante à bandeira civil, a não ser que seja estampado no centro com as novas armas da Turíngia.

## Visão geral
Como muitos bandeiras do estado alemão, o tamanho mais utilizado comercialmente é 3:5, embora em lei afirma-se como sendo pelo menos 1:2.
A bandeira bicolor civil branco sobre o vermelho foi usado antes da Segunda Guerra Mundial, e formalmente abolida em 1935, de acordo com as reformas do Terceiro Reich. Foi retomado 1946, quando se tornou um estado Turíngia novamente, e aboliu 1952 sob reformas da República Democrática Alemã. Quando a Alemanha foi reunificada, Turíngia se tornou um estado de novo, e assim que a bandeira foi finalmente retomada em 1991, tendo sido um símbolo muito utilizado durante as manifestações na República Democrática Alemã, em 1989 e 1990. Ela foi imediatamente aceita após a reunificação e o restabelecimento da Turíngia como um estado em 3 de outubro de 1990. O primeiro regulamento legal ocorreu em 30 de Janeiro de 1991.
As novas armas da Turíngia são as velhas armas do Landgravate da Turíngia, com um par de alterações. Por causa das semelhanças entre Hesse e Turíngia brasões, as bandeiras parecem semelhantes também.